# چرخ بازیگر
چرخ بازیگر فیلمی به کارگردانی مهدی امیرقاسم خانی و نویسندگی سعید مطلبی محصول سال ۱۳۴۷ است.

## خلاصه داستان
خواهر و برادر کوچکی که بلیط بخت‌آزمایی می‌فروشند، یکی از بلیط‌هایشان برنده شده و در شرایطی که پدر و دو فرزند تصور زندگی آرامی را در آینده دارند، پدر در نزاعی مرتکب قتل شده و زندانی می‌گردد…

## بازیگران
- فروزان
- همایون
- منوچهر وثوق
- منوچهر احمدی
- لیلا فروهر
- شاپور شالچی
- احمد قدکچیان
- اکبر جنتی شیرازی
- فرنگیس فروهر
- آرمان